# Station Oebisfelde
Station Oebisfelde is een spoorwegstation in de Duitse plaats Oebisfelde-Weferlingen. Het station werd in 1871 geopend. Het station was tot die Wende een grensstation tussen de Bondsrepubliek en de DDR. Oebisfelde lag minder dan 5 kilometer van de Duits-Duitse grens en was alleen met speciale vergunningen te bezoeken. Op station Oebisfelde werden de grenscontroles voor reizigers uitgevoerd. Ook de treinen tussen Amsterdam en Berlijn liepen via Oebisfelde.
Op het rangeerterrein werden de goederentreinen uit de Bondsrepubliek gesplitst en werden goederentreinen voor alle richtingen binnen de DDR samengesteld. Na de Duitse hereniging vervielen de grenscontroles en de werkgelegenheid op het rangeerterrein. De voormalige grensfaciliteiten zijn nog zichtbaar. 

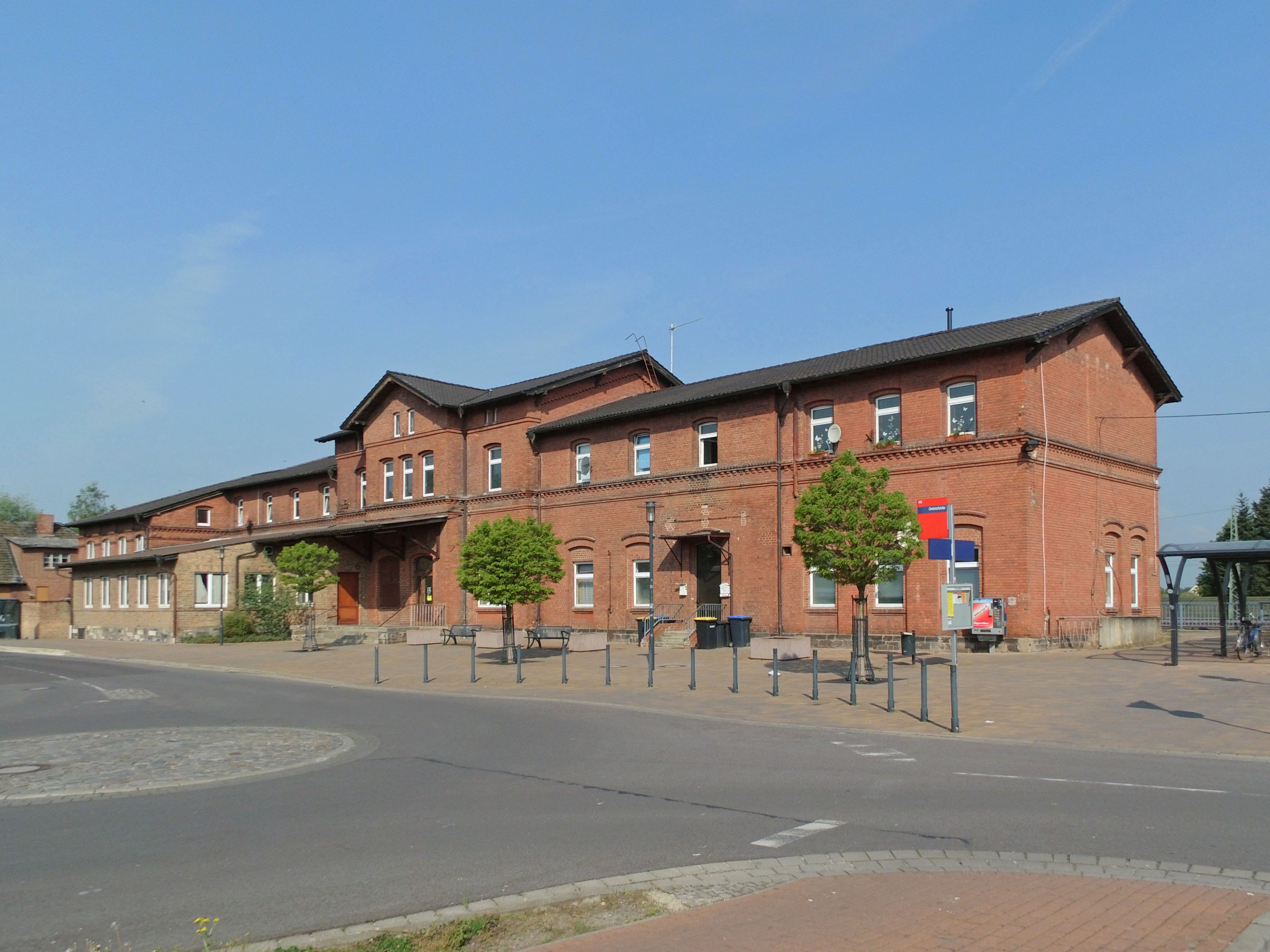
Het stationsgebouw.